# Lahar

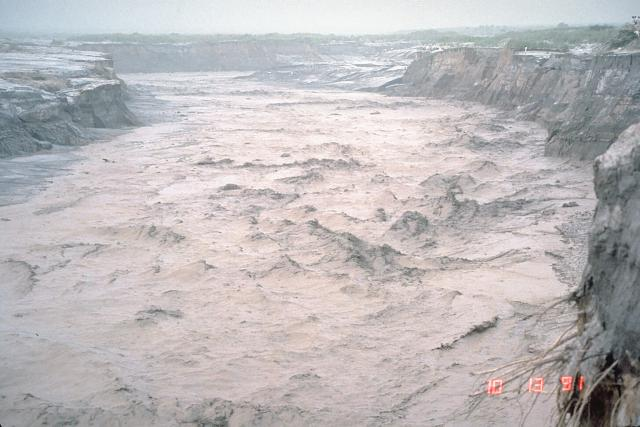
Lahar, vyvolaný intenzivním deštěm, čtyři měsíce po erupci filipínského Pinatuba

Lahar (název původem z indonéštiny), někdy i sopečný bahnotok, je doprovodný jev při některých sopečných erupcích. Jedná se o velmi rychle tekoucí směs sopečného popela, úlomků ztuhlé lávy a velkého množství vody.

## Popis

### Příčiny

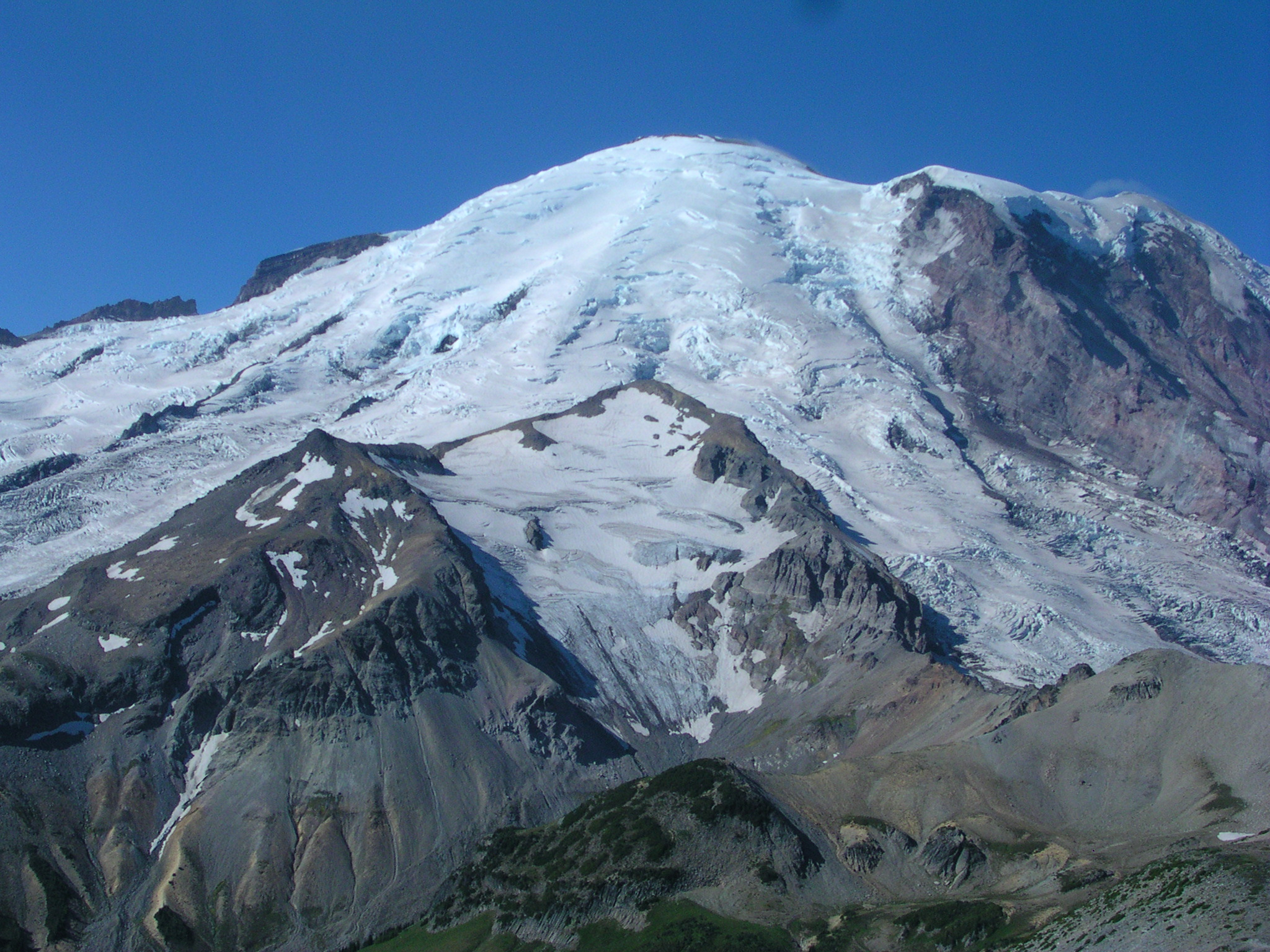
Zaledněný vrchol Mount Rainier

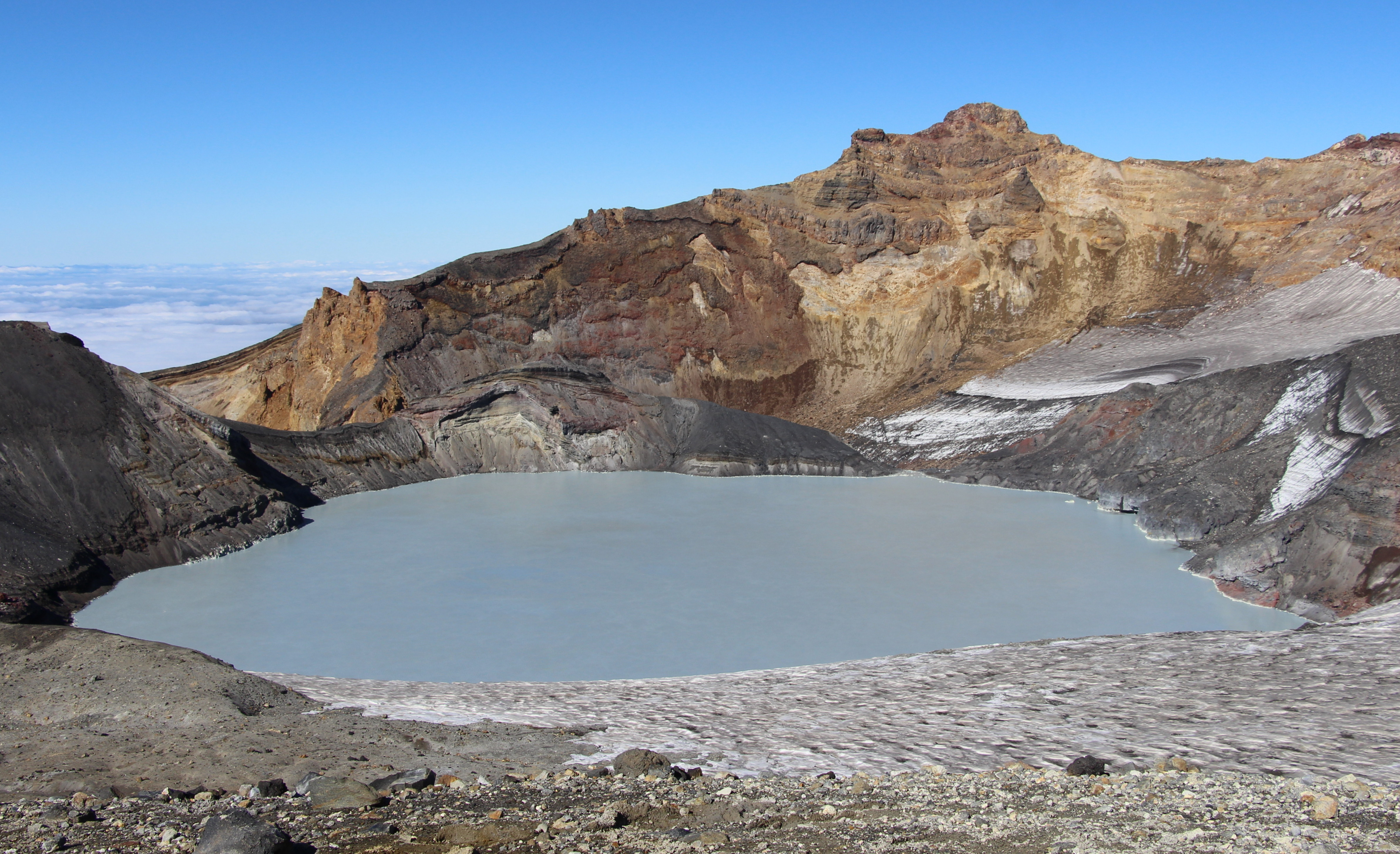
Kráterové jezero Ruapehu

Pro spuštění laharů existuje několik možností:
- roztátí ledovce nebo sněhové pokrývky – průchodem pyroklastického proudu nebo přívalu,[3]
- vylití kráterového jezera – explozivní erupcí nebo kolapsem nestabilní přírodní hráze,
- silné srážky – deště či záplavové vody snadno erodují nezpevněný sopečný materiál. Takové lahary bývají sice malé, zato velmi hojné v období dešťů,
- kolaps sopečného tělesa – zhroucení svahů sopky může s přítomností dostatečného objemu vody zkapalnět.

### Vznik
Lahar vzniká, když se masa vody smíchá s vulkanickým materiálem či sedimenty, a to jak během erupční aktivity, tak prostřednictvím jiných procesů mimo ni. Předpokladem pro zformování laharu je dostatečný zdroj vody, hojné množství nezpevněného sopečného materiálu (tefra nebo uloženiny pyroklastických proudů), strmé svahy a spouštěcí mechanismus. Zpravidla k nim dochází na sopkách s explozivním vulkanismem (stratovulkány). V závislosti na způsobu jejich vzniku mohou mít teplotu od 0 °C do 100 °C. Podle tvaru a sklonu dráhy dosahuje jejich rychlost 40-80 km/h. Jsou schopné urazit vzdálenost více než 120 km. Navzdory své vysoké hustotě (množství pevných složek zpravidla přesahuje množství vody) se chovají spíše jako kapaliny. Během svého postupu mohou postupně nabývat na objemu tím, jak erodují koryto a strhávají vše, co jim stojí v cestě. Proudy bahna unáší také větší předměty (balvany, kmeny stromů, trosky budov a mostů), což je činí značně destruktivní.  

### Rozdělení
Podle doby vzniku:
- primární lahary: vznikají během erupční aktivity nebo bezprostředně po ní.
- sekundární lahary: objevují se mimo eruptivní fázi nebo dlouho po jejím konci.[1][7]

Podle teploty:

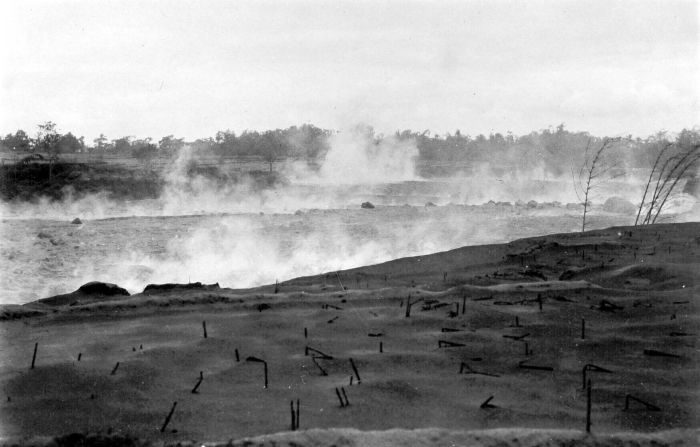
Viditelně stoupající pára z horkého laharu, vyvolaný sopkou Merapi (1930).

- horké lahary: jsou nejčastěji iniciovány během sopečných erupcí (primární). Jejich teplota se může blížit k 100 °C. Obzvlášť jsou k nim náchylné sopky pokryté ledovci nebo silnou sněhovou pokrývkou. Existuje vícero spouštěcích mechanismů:[1][7]

1. Roztavení ledovce nebo sněhové pokrývky průchodem pyroklastického proudu/přívalu, lávového proudu nebo silným sopečným spadem.
2. Remobilizace žhavých a nezpevněných uloženin pyroklastických proudů silnými dešťovými srážkami. Uloženiny totiž mohou mít i několik měsíců po průchodu posledního proudu teplotu až 400 °C.[8]
3. Explozivní erupcí v kráterovém jezeru

- studené lahary: obvykle k nim nedochází během erupce (sekundární) a mohou vzniknout roky po jejím konci. Studené lahary bývají menší než jejich horké protějšky. Iniciuje je:[1][7]

1. silné dešťové srážky nebo rychlé tání sněhu, které erodují a mobilizují nezpevněné vulkanické usazeniny na zemském povrchu.
2. zkapalnění sesuvu
3. vylití kráterového jezera (protržení přírodní hráze nebo vytlačení části jeho objemu sesuvem).

## Riziko
Podle studie z roku 2013, zjišťující počet obětí a příčinu jejich smrti, měla vulkanická činnost mezi roky 1600–2010 na svědomí zhruba 274 501 obětí. Lahary si vyžádaly 44 252 životů (17 %), což je  řadí ke třetímu nejnebezpečnějšímu sopečnému jevu (po pyroklastických proudech a vulkanogenních tsunami).
Zatímco bezprostřední okolí sopek, které je nejvíce ohroženo erupcemi, obvykle zůstává bez trvalého osídlení, vzdálenější okolí je často kvůli úrodné půdě obydleno hustěji. Osídlení se velmi často nejvíce koncentrují kolem říčních toků. Bahnotoky tak pro ně představují velkou hrozbu, neboť se špatně předvídají, nemusejí se pro daný tok očekávat a mohou se objevit zcela náhle v podobě povodňové vlny.

### Katastrofy zapříčiněné lahary

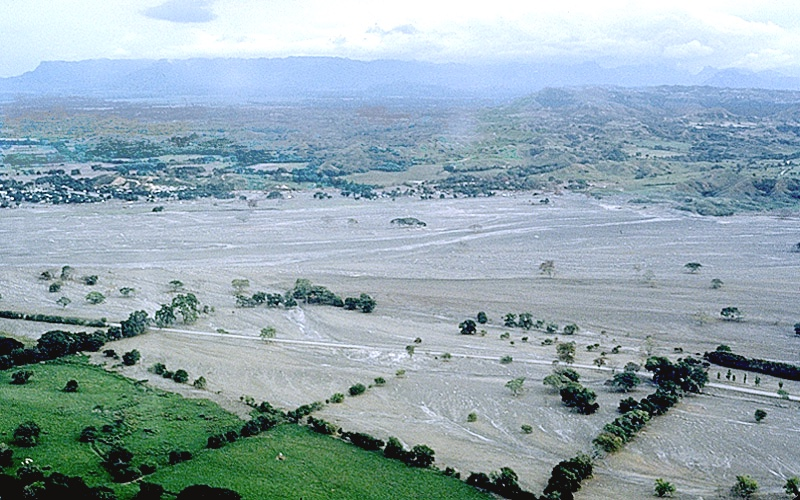
Bahnotokem zaplavené město Armero v listopadu 1985

Nejtragičtější pohromou, způsobenou laharem, bylo zničení kolumbijského města Armera 13. listopadu 1985. Při erupci vulkánu Nevado del Ruiz došlo k interakci pyroklastických proudů s vrcholovým ledovcem. Roztavily 10 % jeho objemu a do říčních údolí se vyvalilo 100 milionů kubíků vody. Bahnotoky v nočních hodinách následně zasáhly 48 km vzdálené město Armero s 29 tisíci obyvateli, kde zabily více než 20 tisíc obyvatel a zničily 5 tisíc budov. Oběťmi z okolních měst se celkový počet navýšil na 23 tisíc mrtvých. V Indonésii je sopka Kelut notoricky známa svými lahary, jejichž původcem je kráterové jezero. Od roku 1848 u ní proběhlo 10 erupcí a 7 z nich spustilo bahnotok. V roce 1919 se uvolnilo 70 mil. m³. Záplava postihla 130 km² a vyžádala si 5 tisíc mrtvých. Když hurikán Mitch roku 1998 udeřil na Střední Ameriku, nastal silnými srážkami (1 300 mm) sesuv na svazích sopky Casita, který se jejich působením proměnil v lahar. Zničil dvě města a zahubil 2 tisíce osob. Silné deště, roky po katastrofické erupci Pinatuba, rovněž stály za opakovaným vznikem bahnotoků. Během 6 let došlo jejich působením k remobilizaci 2,5 km³ pyroklastických depozitů. Vodní toky, silně zanesené sopečnými sedimenty, zaplavily 400 km² a 50 tisíc obyvatel se muselo vysídlit. 24. prosince 1953 došlo k nejhorší železniční nehodě v historii Nového Zélandu, zvané katastrofa u Tangiwai. Lahar, původem z kráterového jezera na vrcholu vulkánu Ruapehu, silně poškodil železniční most přes řeku Whangaehu u Tangiwai. Krátce nato po mostě projížděl noční vlak Wellington-Auckland a zřítil se do proudu bahna. O život přišlo 151 lidí, některé z obětí se nikdy nepodařilo nalézt.

### Budoucí hrozby

Hazardová mapa Mount Rainier. V šedém okruhu hrozí nebezpečí pyroklastických proudů, sopečných pum a spadu tefry. Červené, oranžové a žluté zóny označují řeky, kudy se proženou lahary.

Mezi budoucí potenciální hrozby patří Mount Rainier, ležící ve státě Washington v USA. Roztátí 26 ledovců na vrcholu o celkovém objemu 4,2 km³ (ekvivalent šesti plně naplněných Orlických přehrad) by v případě silné erupce vyvolalo masivní lahary. Ty by byly ještě mohutnější než erupce sousední hory Mount St. Helens v roce 1980, kde celkový objem vody zadržované ledovci činil 0,18 km³. Mnoho zdejších obcí a měst bylo vystavěno na usazených sedimentech laharů z dřívějších erupcí. Podle USGS zde žije až 150 tisíc obyvatel. Pokud by se okolními řekami prohnal živel se stejnou intenzitou jako před 5 tisíci lety, zničil by podle geologa Geoffa Claytona města jako: Enumclaw, Orting, Kent, Auburn, Puyallup, Sumner a Renton. Dostal by se též do ústí řeky Duwamish, kde by zničil část centra města Seattle a způsobil by tsunami na Pugetově zálivu a Washingtonově jezeře. Dopady potenciálního sopečného výbuchu mírně snižují varovné sirény a vyznačené evakuační cesty v okrese Pierce. Více zalidněný okres King by byl rovněž ohrožen, ale zatím nemá žádný výstražný systém. Od roku 2001 totiž přestalo financování federální vlády na ochranu před tímto živlem. Některá města a obce v ohrožených oblastech, jako je například Orting se obávají, aby nedošlo k podobné katastrofě jako pod kolumbijskou sopkou Nevado del Ruiz roku 1985.
Riziková je i sopka Ruapehu na Novém Zélandu. Kráter je totiž vyplněn jezerem, jehož odtok je pramenem Whangaehu. Řeka je kvůli tomu často sužována lahary, přičemž se na ní objevily v rocích 1862, 1895 a 1975. V letech 1945 a 1996 došlo k sopečným erupcím, jejichž vyvrhovaný materiál zablokoval odtok. Zformované přírodní hráze se po čase zhroutily a Whangaehu se opět prohnaly mohutné lahary. První událost se odehrála v roce 1953 a vedla k nejhoršímu železničnímu neštěstí Nového Zélandu, kdy bahnotok před projíždějícím rychlíkem strhnul most a na místě tak zemřelo 151 z 285 cestujících. Později byl na sopce iniciativou ministerstva pro ochranu přírody zřízený varovný systém, jenž 18. března 2007 poprvé a úspěšně detekoval vytvoření dalšího laharu. Ruapehu je nepřetržitě monitorovaná pomocí sítě seismografů, stanic GPS, mikrofonů, webových kamer, včetně měření koncentrací sopečných plynů v ovzduší. Monitoruje se i teplota vody v kráterovém jezeru a rovněž se provádí její chemická analýza.
Mezi další zvláště nebezpečné sopky patří také Merapi a Galunggung, obě ležící na ostrově Jáva v Indonésii.

## Galerie

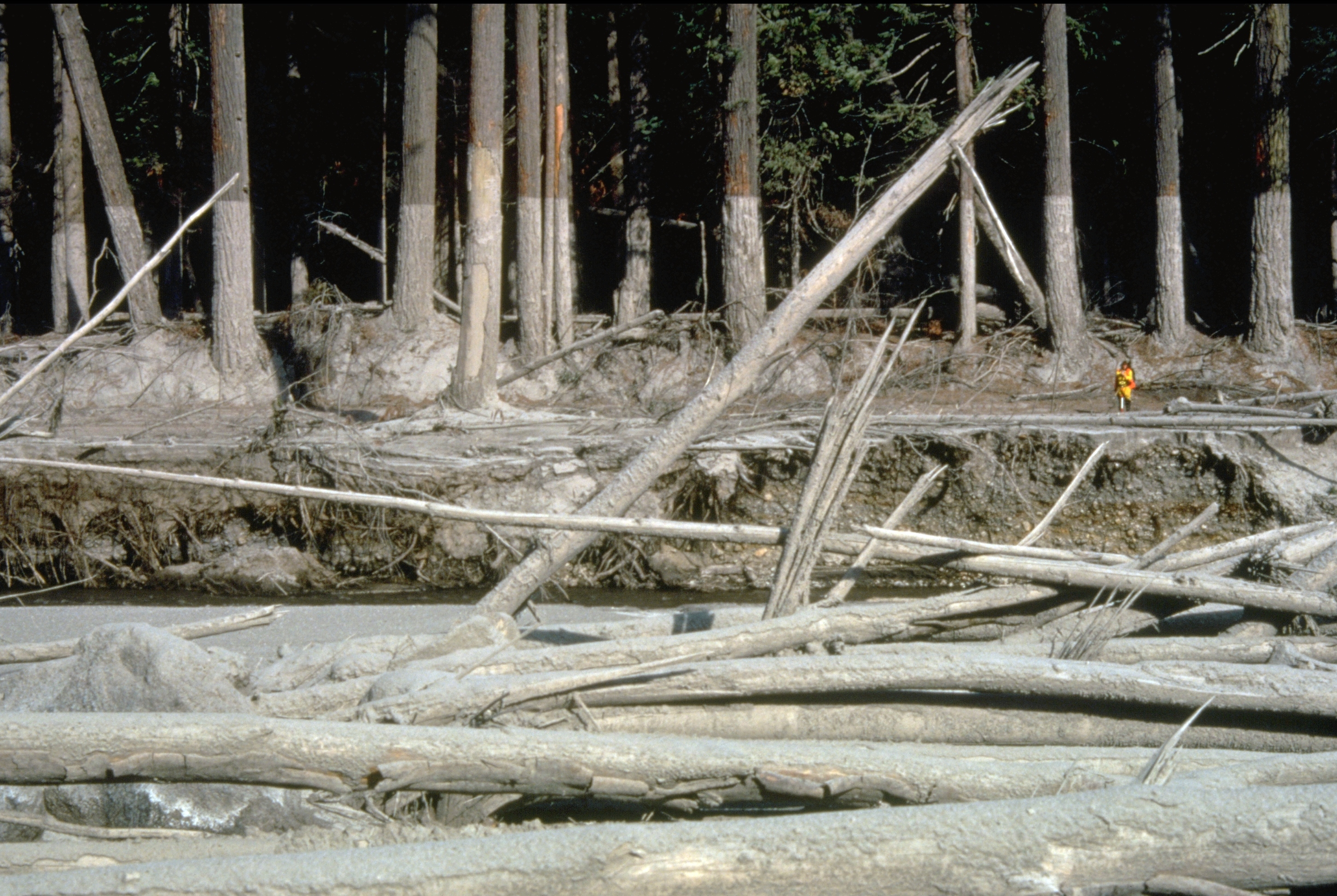
Stojící osoba (vpravo) v dráze laharu s viditelnou linií jeho maximální výšky hladiny, Mount St. Helens 1980
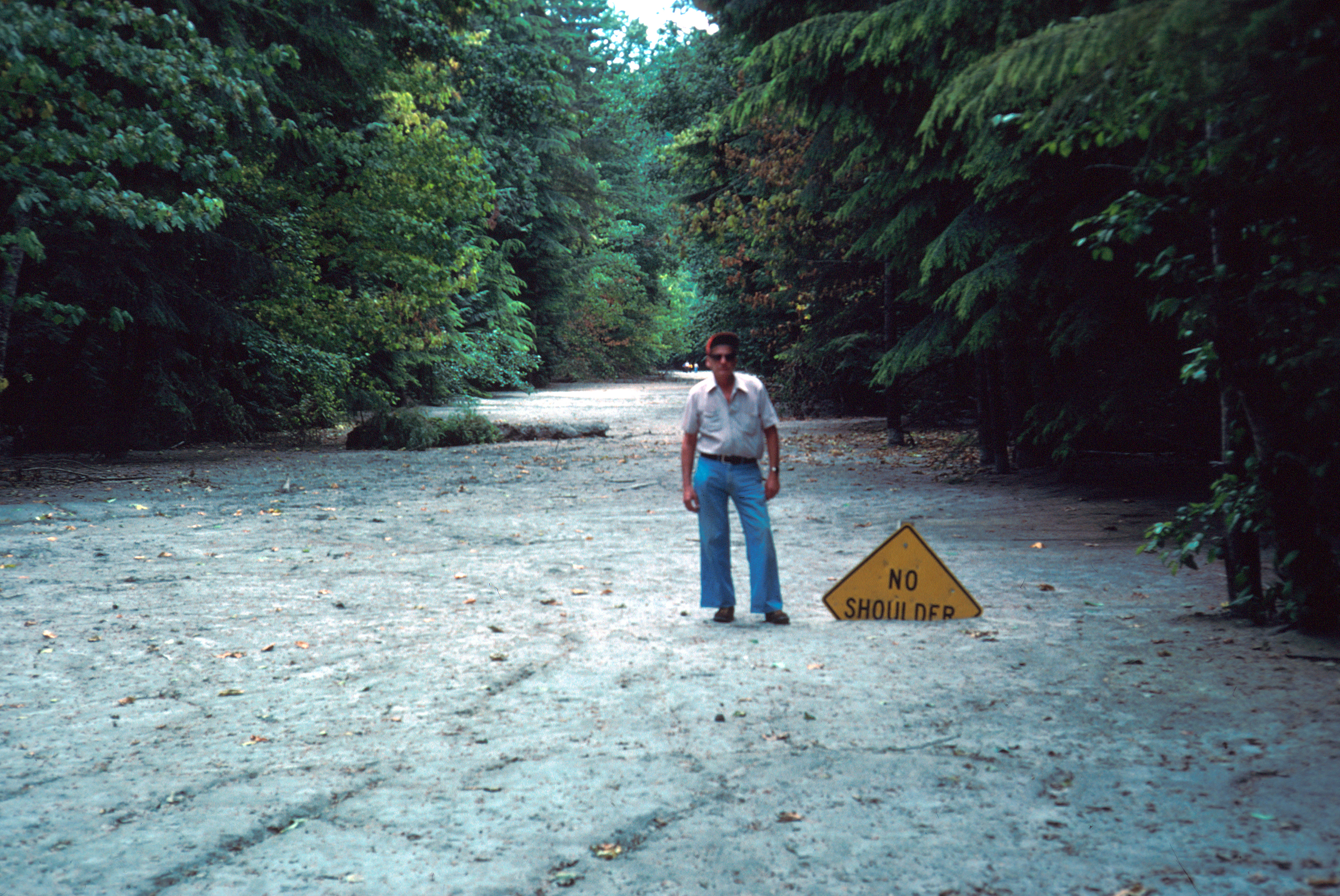
Ztvrdlá vrstva sedimentů, Mount St. Helens, 1980
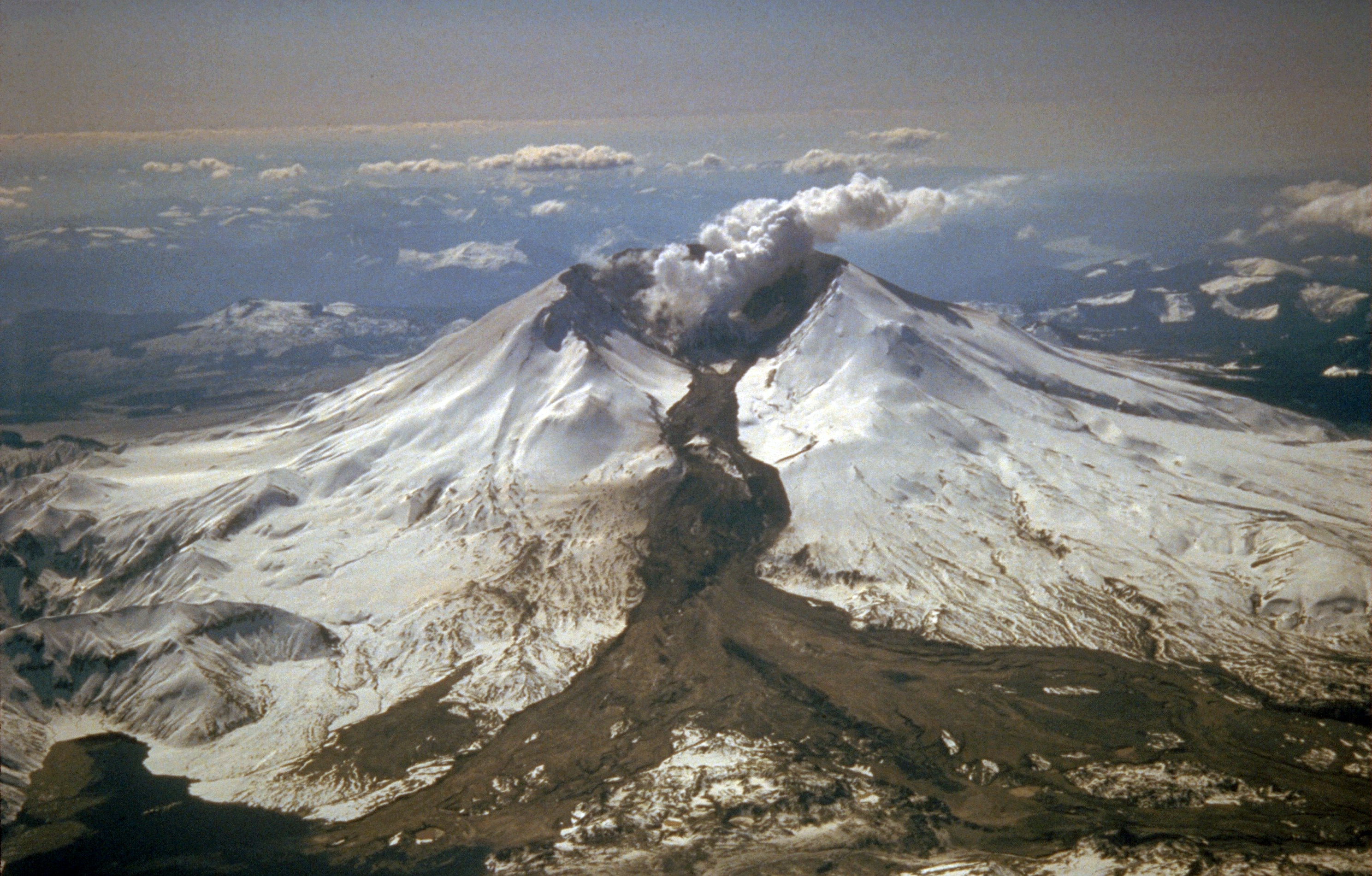
Laharový proud na úbočí sopky Mount St. Helens, březen 1982
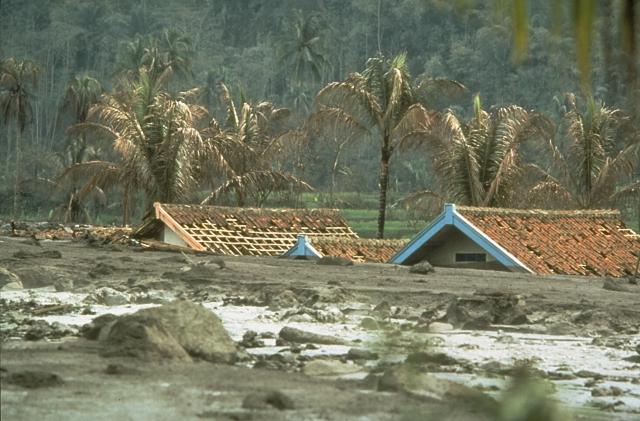
Erupce Galunggung v Indonésii (1982)
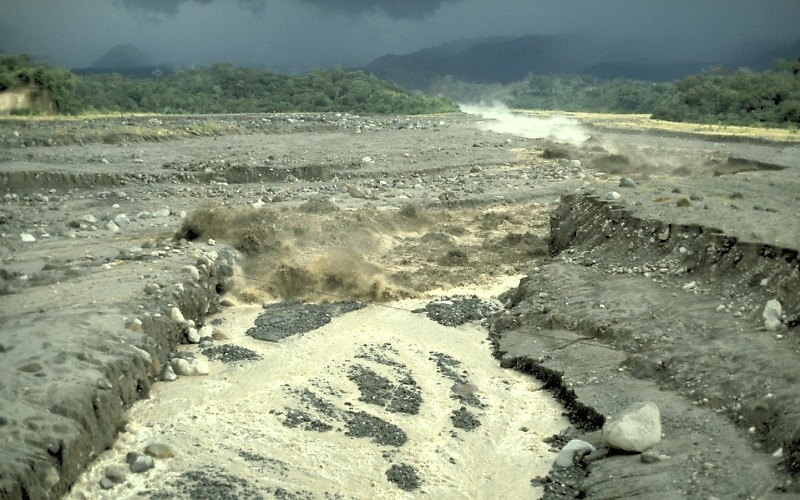
Horký typ laharu ze sopky Santiaguito v Guatemale (1989)
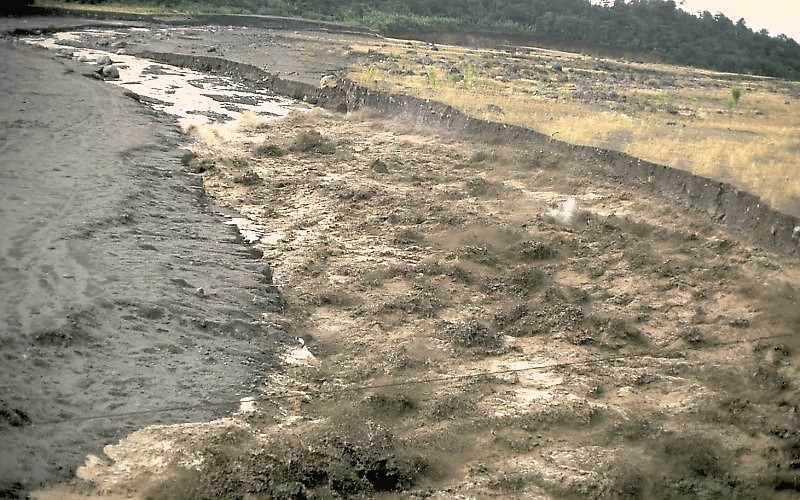
Santiaguito